# Echthromorpha agrestoria
Echthromorpha agrestoria là một loài tò vò trong họ Ichneumonidae.